# دنیلو لیتوچنکو
دنیلو لیتوچنکو (اوکراینی: Данило Сергійович Літовченко؛ زادهٔ ۲۱ ژوئیهٔ ۲۰۰۰) بازیکن فوتبال اهل اوکراین است.